# Kanada na Letních olympijských hrách 1996
Kanada se účastnila Letní olympiády 1996. Zastupovalo ji 304 sportovců (152 mužů a 152 žen) v 25 sportech.

## Medailisté
| Medaile | Jméno | Sport                   | Soutěž                                   |
| ------- | --- | ----------------------- | ---------------------------------------- |
| Zlato   | Donovan Bailey | Atletika                | Muži 100 metrů                           |
| Zlato   | Robert Esmie Glenroy Gilbert Bruny Surin Donovan Bailey Carlton Chambers (rozběh)                                                                      | Atletika                | Muži 4 × 100 metrů                       |
| Zlato   | Kathleen Heddleová Marnie McBeanová | Veslování               | Ženy dvojskif                            |
| Stříbro | David Defiagbon | Box                     | Muži do 91 kg                            |
| Stříbro | Caroline Brunetová | Kanoistika              | Ženy K1 500 m                            |
| Stříbro | Brian Walton | Cyklistika              | Muži bodovací závod                      |
| Stříbro | Alison Sydor | Cyklistika              | Ženy cross-country                       |
| Stříbro | Derek Porter | Veslování               | Muži skif                                |
| Stříbro | Brian Peaker Dave Boyes Gavin Hassett Jeffrey Lay | Veslování               | Muži čtyřka bez kormidelníka lehkých vah |
| Stříbro | Silken Laumannová | Veslování               | Ženy skif                                |
| Stříbro | Lesley Thompson Tosha Tsang Anna van der Kamp Heather McDermid Jessica Monroe Emma Robinson, Alison Korn Theresa Luke Maria Maunder                    | Veslování               | Ženy osmiveslice                         |
| Stříbro | Marianne Limpert | Plavání                 | Ženy 200 m polohový závod                |
| Stříbro | Erin Woodley Kasia Kulesza Cari Read Janice Bremner Lisa Alexander Sylvie Fréchette Valerie Hould-Marchand Karen Clark Christine Larsen Karen Fonteyne | Synchronizované plavání | Družstvo žen                             |
| Stříbro | Givi Sisauri | Zápas                   | muži, volný styl do 57 kg                |
| Bronz   | Curtis Harnett | Cyklistika              | Muži sprint                              |
| Bronz   | Clara Hughesová | Cyklistika              | Ženy silniční závod jednotlivců          |
| Bronz   | Clara Hughesová | Cyklistika              | Ženy časovka jednotlivců                 |
| Bronz   | Annie Pelletier | Skoky do vody           | Ženy 3 m prkno                           |
| Bronz   | Diane O'Gradyová Laryssa Biesenthalová Kathleen Heddleová Marnie McBeanová                                                                             | Veslování               | Ženy párová čtyřka                       |
| Bronz   | Curtis Myden | Plavání                 | Muži 200 m polohový závod                |
| Bronz   | Curtis Myden | Plavání                 | Muži 400 m polohový závod                |
| Bronz   | John Child Mark Heese | Plážový volejbal        | Družstvo mužů                            |